# Hipologie

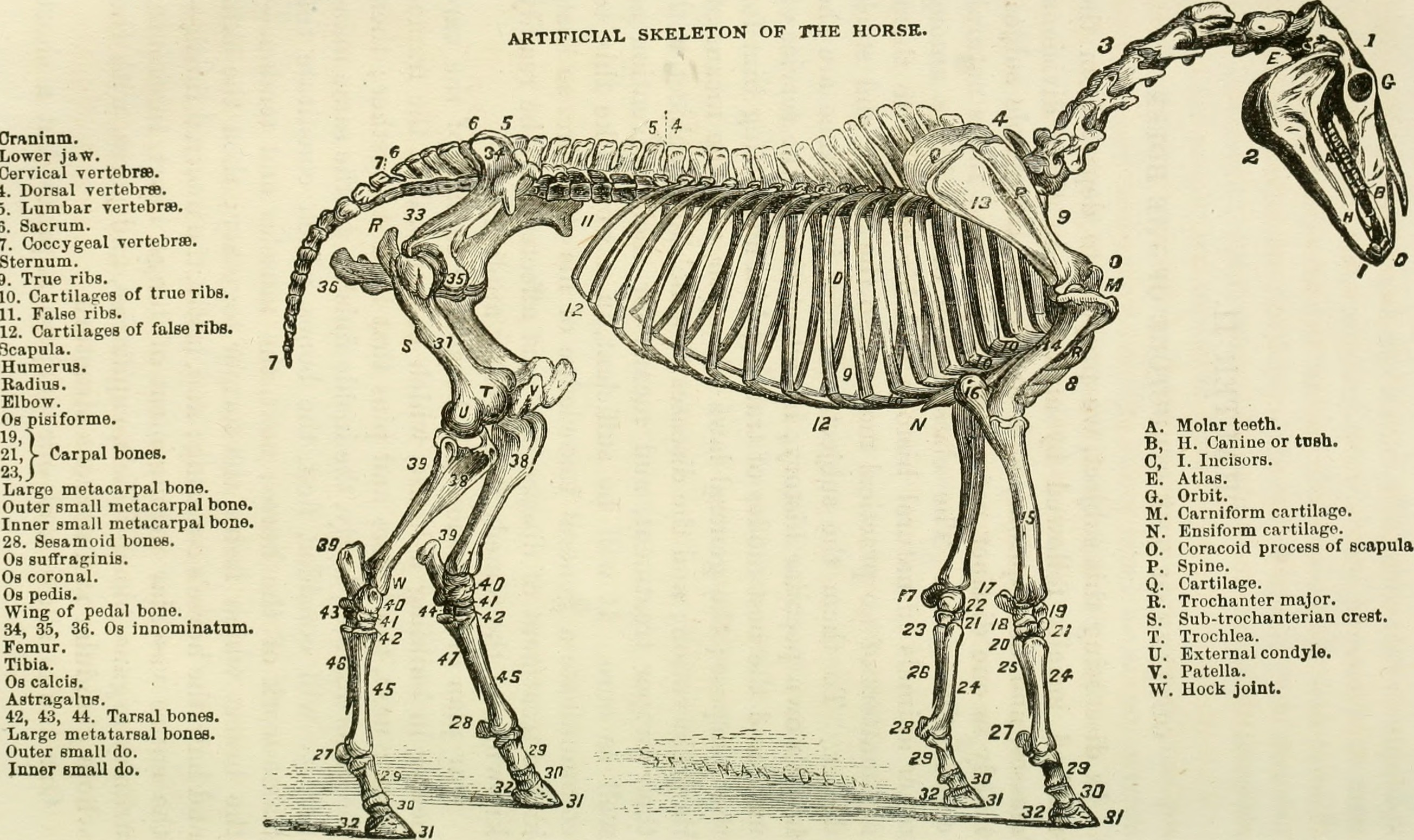
schéma kostry koně

Hipologie (starším pravopisem hippologie, z řec. ιππος, (h)ippos kůň a λόγος, logos, nauka) je věda zabývající se koňmi. Vědec se nazývá hipolog (hippolog).

## Předmět hipologie
Hipologie je směs teorie a praxe a jako každá nauka se i hipologie časově vyvíjela. V základě se dělí na tři oblasti: oblast medicínsko-veterinární (hipiatrie), zootechnicko-hospodářskou a jezdeckou (ekvitace). Jinými slovy studuje zejména zdraví koně, jeho chov a péči o něj a využití koně včetně sportovního využití.

## Významní hipologové
- František Bílek
- Jaromír Dušek